# محمد الأمين ساسي
محمد الأمين ساسي ولد عام 1951 بولاية منوبة بالضاحية الغربية لتونس العاصمة، رسام تشكيلي تونسي.

## تكوينه
درس بالمعهد التكنولوجي للفن والهندسة المعمارية والتعمير بتونس، وتخرج عام 1978 محرزا على الإجازة في الفنون التشكيلية اختصاص رسم زيتي. وقد تأثر في بدايته بأستاذه رفيق الكامل.

## أعماله
معرض *جماعة 70*سنة 78    
معرض التصوير سنة 79 
معرض ارتسام سنة 79 
معرض في رواق يحيى سنة 79   
الحي الدولي للفنون سنة 80
أقام محمد الأمين ساسي أول معرض له عام 1980 بقاعة التصوير بتونس. وهو يعرض بانتظام في أروقة تونسية مختلفة.

## وصلة خارجية
حوار مع الرسام الأمين ساسي: الفن ليس خلافة ووحدها الأفكار برجوازيّة
1. ↑   http://repertoire-artistestunisiens.com/lamine-sassi/. {{استشهاد ويب}}: |url= بحاجة لعنوان (مساعدة) والوسيط |title= غير موجود أو فارغ (من ويكي بيانات) (مساعدة)